# Metatranscriptómica
La metatranscriptómica es una disciplina que estudia la expresión génica de los microbios en entornos naturales, es decir, el metatranscriptoma. También permite obtener perfiles completos de expresión génica de comunidades microbianas complejas.
Mientras la metagenómica se enfoca en estudiar el material genético y en identificar microbios que están presentes dentro de una comunidad, la metatranscriptómica puede usarse para estudiar la diversidad de genes activos en dicha comunidad, para cuantificar sus niveles de expresión y monitorear cómo estos niveles cambian en diferentes condiciones (por ejemplo, condiciones fisiológicas frente a patológicas en un organismo). La ventaja de la metatranscriptómica es que puede proporcionar información sobre las diferencias en las funciones activas de las comunidades microbianas que parecen ser las mismas en términos de composición microbiana.

## Introducción
El microbioma se ha definido como una comunidad microbiana que ocupa un hábitat bien definido. Son ubicuos y extremadamente relevantes para el mantenimiento de la característica del entorno en el que residen y un desequilibrio en estas comunidades puede afectar negativamente la actividad del entorno en el que residen. Para estudiar estas comunidades, y luego determinar su impacto y correlación con su nicho, diferentes ómicas se han utilizado enfoques. Mientras que la metagenómica permite obtener un perfil taxonómico de la muestra, la metatrascriptómica proporciona un perfil funcional al analizar qué genes son expresados por la comunidad. Es posible inferir qué genes se expresan en condiciones específicas, y esto se puede hacer utilizando anotaciones funcionales de genes expresados.

## Funciones
Dado que la metatranscriptómica se centra en qué genes se expresan, permite comprender el perfil funcional activo de toda la comunidad microbiana. La descripción general de la expresión génica en una muestra determinada se obtiene capturando el ARNm total del microbioma y realizando una secuenciación completa de metatranscriptómica.

## Herramientas y técnicas
Aunque las micromatrices se pueden aprovechar para determinar los perfiles de expresión génica de algunos organismos modelo, la secuenciación de próxima generación y la secuenciación de tercera generación son las técnicas preferidas en la metatranscriptómica. El protocolo que se utiliza para realizar un análisis de metatranscriptoma puede variar según el tipo de muestra que se deba analizar. De hecho, se han desarrollado muchos protocolos diferentes para estudiar el metatranscriptoma de muestras microbianas. Generalmente, los pasos incluyen recolección de muestras, extracción de ARN (se han informado en la literatura diferentes métodos de extracción para diferentes tipos de muestras), enriquecimiento de ARNm, síntesis de ADNc y preparación de bibliotecas metatranscriptómicas, secuenciación y procesamiento y análisis de datos. El enriquecimiento de ARNm es una de las partes más complicadas. Se han propuesto diferentes estrategias:
- eliminar el ARNr a través de la captura de ARN ribosómico utilizando una exonucleasa 5-3 para degradar los ARN procesados (principalmente ARNr y ARNt).
- agregar pol (A) a los ARNm mediante el uso de una polimerasa polA (en Escherichia coli)
- usando anticuerpos para capturar ARNm que se unen a proteínas específicas

Las dos últimas estrategias no se recomiendan ya que se ha informado que están muy sesgadas.

## Análisis computacional
Una canalización típica de análisis de metatranscriptomas:
- el mapa lee a un genoma de referencia o
- realiza el ensamblaje de novo de las lecturas en contigs y supercontigs de transcripción.

El primer mapa de estrategia se lee para hacer referencia a los genomas en las bases de datos, para recopilar información que sea útil para deducir la expresión relativa de los genes individuales. Las lecturas metatranscriptómicas se asignan a las bases de datos utilizando herramientas de alineación, como Bowtie2, BWA y BLAST. Luego, los resultados se anotan utilizando recursos, como GO, KEGG, COG y Swiss-Prot. El análisis final de los resultados se realiza en función del objetivo del estudio. Una de las últimas técnicas de metatranscriptómica es el sondeo de isótopos estables (SIP), que se ha utilizado para recuperar transcriptomas dirigidos específicos de microbios aeróbicos en sedimentos de lago. La limitación de esta estrategia es su dependencia de la información de los genomas de referencia en las bases de datos.
La segunda estrategia recupera la abundancia en la expresión de los diferentes genes ensamblando lecturas metatranscriptómicas en fragmentos más largos llamados contigs utilizando diferentes softwares. Entonces, sus límites dependen del software que se utilice para el ensamblaje. Se informó que el software Trinity para ARN-seq, en comparación con otros ensambladores de transcriptomas de novo, recuperaba más transcripciones de longitud completa en una amplia gama de niveles de expresión, con una sensibilidad similar a los métodos que se basan en alineaciones del genoma. Esto es particularmente importante en ausencia de un genoma de referencia.
Li y Dewey desarrollaron una tubería cuantitativa para el análisis transcriptómico y la denominaron RSEM. Puede funcionar como software independiente o como complemento para Trinity. RSEM comienza con un transcriptoma o ensamblaje de referencia junto con las lecturas de ARN-Seq generadas a partir de la muestra y calcula la abundancia de transcripción normalizada (es decir, el número de lecturas de ARN-Seq correspondientes a cada transcriptoma o ensamblaje de referencia).
Aunque tanto Trinity como RSEM fueron diseñados para conjuntos de datos transcriptómicos (es decir, obtenidos de un solo organismo), es posible aplicarlos a datos metatranscriptómicos (es decir, obtenidos de una comunidad microbiana completa).

## Bioinformática
Dada la enorme cantidad de datos obtenidos a partir del análisis metagenómico y metatranscriptómico, el uso de herramientas bioinformáticas ha cobrado mayor importancia en las últimas décadas. Para lograrlo, se han desarrollado muchos pipelines bioinformáticos diferentes, a menudo como plataformas de código abierto, como HUMAnN y las más recientes HUMAnN2, MetaTrans, SAMSA, Leimena-2013 y mOTUs2.

### HUMAnN2
HUMAnN2 es un pipeline bioinformático diseñado a partir de este último HUMAnN desarrollado en el Proyecto de Microbioma Humano (HMP), que implementa un enfoque de "búsqueda por niveles". En el primer nivel, HUMAnN2 analiza las lecturas de ADN o ARN con MetaPhlAn2 para identificar microbios ya conocidos y construir una base de datos específica de muestras fusionando pangenomas de especies anotadas; en el segundo nivel, el algoritmo realiza un mapeo de las lecturas con la base de datos de pangenoma ensamblada; en el tercer nivel, las lecturas no alineadas se utilizan para una búsqueda traducida contra una base de datos de proteínas.

### MetaTrans
MetaTrans es una tubería que explota ordenadores de subprocesos múltiples para mejorar el análisis metagenómico y metatranscriptómico. Los datos se obtienen de ARN-Seq de extremos emparejados, principalmente de ARNr 16S para la taxonomía y ARNm para niveles de expresión génica. La tubería se divide en 4 pasos principales. En primer lugar, las lecturas de los extremos emparejados se filtran con fines de control de calidad, para luego ser clasificadas para análisis taxonómico (por eliminación de secuencias de ARNt) o análisis funcional (por eliminación de secuenciación tanto de ARNt como de ARNr). Para el análisis taxonómico, las secuencias se mapean contra la base de datos ARNr 16S Genesverdes v13.5 usando SOAP2, mientras que para el análisis funcional las secuencias se mapean contra una base de datos funcional como MetaHIT-2014 siempre usando la herramienta SOAP2. Esta canalización es muy flexible, ya que ofrece la posibilidad de utilizar herramientas de terceros y mejorar módulos individuales siempre que se mantenga la estructura general.

### SAMSA
Esta canalización está diseñada específicamente para el análisis de datos de metatranscriptómica, trabajando en conjunto con el servidor MG-RAST para metagenómica. Esta canalización es fácil de usar, requiere poca preparación técnica y poder computacional y se puede aplicar a una amplia gama de microbios. El algoritmo se divide en 4 pasos. Al principio, las secuencias de los datos de secuenciación sin procesar se seleccionan en función de la calidad y luego se envían a MG-RAST (que prevé diferentes pasos, como verificación de control de calidad, llamada de genes, agrupamiento de secuencias de aminoácidos y uso de sBLAT en cada grupo para detectar el mejores partidos). Luego, las coincidencias se agregan con fines de análisis taxonómico y funcional, que generalmente siguen como los últimos pasos del proceso.

### Leimena-2013
Esta canalización en realidad no tiene un nombre, por lo que generalmente se cuenta con el nombre del autor del artículo en el que se describe. Este algoritmo prevé la implementación de herramientas de alineación como BLAST y MegaBLAST. Las lecturas, que generalmente se obtienen mediante la secuenciación de Illumina, se agrupan en grupos de lecturas idénticas y luego se procesan para la eliminación in-silico de secuencias de ARNt y ARNr. Las lecturas restantes se mapean luego en la base de datos de NCBI mediante el uso de herramientas BLAST y MegaBLAST y se clasifican por su puntaje de bits. Las secuencias de bitscore más altas se interpretan por tanto para predecir el origen y la función filogenéticos. En cambio, las lecturas de puntuación más baja se alinean con BLASTX (mayor sensibilidad) y, finalmente, se pueden alinear en bases de datos de proteínas para que se pueda caracterizar su función.

### mOTUs2
El perfilador mOTUs2, se basa en genes esenciales de mantenimiento, es demostrablemente adecuado para la cuantificación de la actividad transcripcional basal de los miembros de una comunidad microbiana. Dependiendo de las condiciones ambientales, el número de transcripciones por célula varía para la mayoría de los genes. Una excepción a esto son los genes de mantenimiento que se expresan constitutivamente y con baja variabilidad en diferentes condiciones. Por tanto, la abundancia de transcripciones de dichos genes se correlaciona fuertemente con la abundancia de células activas en una comunidad.

## Microarrays
Otro método que puede explotarse con fines metatranscriptómicos es Tiling Microarrays. En particular, se han utilizado microarrays para medir los niveles de transcripción microbiana, para detectar nuevas transcripciones y para obtener información sobre la estructura de los ARNm (por ejemplo, los límites de UTR). Recientemente, también se ha utilizado para encontrar nuevos ARNc reguladores. Sin embargo, los microarrays se ven afectados por algunas dificultades:
- requisito del diseño de la sonda
- baja sensibilidad
- conocimiento previo de los genes diana.

ARN-Seq puede superar estas limitaciones: no requiere ningún conocimiento previo sobre los genomas que deben analizarse y proporciona una validación de alto rendimiento de la predicción, estructura y expresión de genes. Por tanto, al combinar los dos enfoques es posible tener una representación más completa del transcriptoma bacteriano. 

## Limitaciones
- Con su abundancia dominante, el ARN ribosómico reduce fuertemente la cobertura de ARNm (foco principal de los estudios transcriptómicos) en el ARN total recolectado.
- La extracción de ARN de alta calidad de algunas muestras biológicas o ambientales (como heces) puede resultar difícil.
- Inestabilidad del ARNm que compromete la integridad de la muestra incluso antes de la secuenciación.
- Los problemas experimentales pueden afectar la cuantificación de las diferencias en la expresión entre varias muestras: pueden influir en la integridad y el ARN de entrada, así como en la cantidad de ARNr que queda en las muestras, la sección de tamaño y los modelos de genes.
- Además, las técnicas de base molecular son muy propensas a los artefactos.
- Dificultades para diferenciar entre el ARN del huésped y el microbiano, aunque se encuentran disponibles kits comerciales para el enriquecimiento microbiano. Esto también se puede hacer in silico si hay un genoma de referencia disponible para el huésped.
- Las bases de datos de referencia de transcriptomas tienen una cobertura limitada.
- Generalmente, en el análisis metatranscriptómico se explotan grandes poblaciones de células, por lo que es difícil resolver las variaciones importantes que pueden existir entre subpoblaciones. En realidad, se demostró que la alta variabilidad en las poblaciones de patógenos afecta la progresión de la enfermedad y la virulencia.
- Tanto para microarrays como para ARN-Seq, es difícil establecer un "corte" real para considerar los genes como "expresos", debido al alto rango dinámico en la expresión génica.
- La presencia de ARNm no siempre está asociada con la presencia real de la proteína respectiva.[20]

## Aplicaciones

### Microbiota intestinal
La microbiota intestinal ha surgido en los últimos años como un actor importante de la salud humana. Sus funciones predominantes están relacionadas con la fermentación de componentes alimenticios no digeribles, competencias con patógenos, fortalecimiento de la barrera intestinal, estimulación y regulación del sistema inmunológico. Aunque se ha aprendido mucho sobre la comunidad de microbiomas en los últimos años, la amplia diversidad de microorganismos y moléculas en el intestino requiere nuevas herramientas para permitir nuevos descubrimientos. Al centrarse en los cambios en la expresión de los genes, la metatrascriptómica permite obtener una imagen más dinámica del estado y la actividad del microbioma que la metagenómica. Se ha observado que los perfiles funcionales metatranscriptómicos son más variables de lo que podría haber sido calculado únicamente por la información metagenómica. Esto sugiere que los genes no domésticos no se expresan de manera estable in situ.
Un ejemplo de aplicación metatranscriptómica es el estudio de la microbiota intestinal en la enfermedad inflamatoria intestinal. La enfermedad inflamatoria intestinal (EII) es un grupo de enfermedades crónicas del tracto digestivo que afecta a millones de personas en todo el mundo. Varias mutaciones genéticas humanas se han relacionado con una mayor susceptibilidad a la EII, pero se necesitan factores adicionales para el desarrollo completo de la enfermedad.
En cuanto a la relación entre la EII y la microbiota intestinal, se sabe que existe una disbiosis en pacientes con EII, pero los perfiles taxonómicos microbianos pueden ser muy diferentes entre los pacientes, lo que dificulta la implicación de especies o cepas microbianas específicas en el inicio y la progresión de la enfermedad. Además, la composición de la microbiota intestinal presenta una alta variabilidad en el tiempo entre las personas, con variaciones más pronunciadas en pacientes con EII. El potencial funcional de un organismo, es decir, los genes y las vías codificadas en su genoma, proporciona solo información indirecta sobre el nivel o el grado de activación de tales funciones. Por lo tanto, la medición de la actividad funcional (expresión génica) es fundamental para comprender el mecanismo de la disbiosis del microbiota intestinal.
Las alteraciones en la actividad transcripcional en la EII, establecidas en la expresión del ARNr, indican que algunas poblaciones bacterianas están activas en pacientes con EII, mientras que otros grupos están inactivos o latentes.
Un análisis metatranscriptómico que mide la actividad funcional del microbioma intestinal revela conocimientos solo parcialmente observables en el potencial funcional metagenómico, incluidas las observaciones relacionadas con la enfermedad para la EII. Se ha informado que muchas señales específicas de IBD son más pronunciadas o solo detectables a nivel de ARN. Estos perfiles de expresión alterados son potencialmente el resultado de cambios en el entorno intestinal en pacientes con EII, que incluyen niveles aumentados de inflamación, concentraciones más altas de oxígeno y una capa mucosa disminuida. La metatranscriptómica tiene la ventaja de permitir omitir el análisis de productos bioquímicos in situ (como moco u oxígeno) y permite estudiar los efectos de los cambios ambientales en los patrones de expresión microbiana in vivo para grandes poblaciones humanas. Además, se puede combinar con un muestreo longitudinal para asociar la modulación de la actividad con la progresión de la enfermedad. De hecho, se ha demostrado que, si bien una ruta particular puede permanecer estable a lo largo del tiempo a nivel genómico, la expresión correspondiente varía con la gravedad de la enfermedad. Esto sugiere que la disbiosis microbiana afecta la salud intestinal al cambiar los programas de transcripción en una comunidad estable. De esta manera, el perfil metatracriptómico surge como una herramienta importante para comprender los mecanismos de esa relación.
Algunas limitaciones técnicas de las mediciones de ARN en las heces están relacionadas con el hecho de que el ARN extraído puede degradarse y, si no es así, todavía representa solo los organismos presentes en la muestra de heces.

### Otros
- Cultivo dirigido: se ha utilizado para comprender las preferencias nutricionales de los organismos con el fin de permitir la preparación de un medio de cultivo adecuado, lo que resulta en un aislamiento exitoso de microbios in vitro.
- Identificar factores de virulencia potenciales: mediante transcriptómica comparativa, con el fin de comparar diferentes respuestas transcripcionales de cepas o especies relacionadas tras estímulos específicos.
- Identificar procesos e interacciones biológicos específicos del hospedador Para ello, es importante desarrollar nuevas tecnologías que permitan detectar, al mismo tiempo, cambios en los niveles de expresión de algunos genes.

Ejemplos de técnicas aplicadas: Microarrays: permiten el seguimiento de cambios en los niveles de expresión de muchos genes en paralelo tanto para el huésped como para el patógeno. Los primeros enfoques de microarrays han mostrado el primer análisis global de cambios en la expresión génica en patógenos como Vibrio cholerae, Borrelia burgdorferi, Chlamydia trachomatis, Chlamydia pneumoniae y Salmonella enterica, revelando las estrategias que utilizan estos microorganismos para adaptarse al huésped. Además, los microarrays solo proporcionan los primeros conocimientos globales sobre la respuesta inmune innata del huésped a los PAMP., como los efectos de la infección bacteriana sobre la expresión de varios factores del huésped. De todos modos, la detección mediante microarrays de ambos organismos al mismo tiempo podría resultar problemática.
Problemas:
- Selección de sondas (cientos de millones de sondas diferentes)

Hibridación cruzada
- Necesidad de chips costosos (con el diseño adecuado; matrices de alta densidad)
- Requiere que el patógeno y las células huésped se separen físicamente antes del análisis de expresión génica (los transcriptomas de las células eucariotas son más grandes en comparación con los patógenos, por lo que podría suceder que la señal de los ARN de los patógenos esté oculta)
- Pérdida de moléculas de ARN durante la lisis de células eucariotas.

El dual ARN-Seq: esta técnica permite el estudio simultáneo de transcriptomas tanto del huésped como del patógeno. Es posible monitorear la expresión de genes en diferentes momentos del proceso de infección; de esta forma se podrían estudiar los cambios en las redes celulares de ambos organismos desde el contacto inicial hasta la manipulación del huésped (interacción huésped-patógeno).
- Potencial: sin necesidad de chips costosos
- Enfoque independiente de la sonda (ARN-seq proporciona información de transcripción sin conocimiento previo de las secuencias de ARNm)
- Alta sensibilidad.
- Posibilidad de estudiar los niveles de expresión de genes incluso desconocidos en diferentes condiciones.

Además, ARN-Seq es un enfoque importante para identificar genes corregulados, lo que permite la organización de genomas de patógenos en operones. De hecho, se ha realizado una anotación del genoma para algunos patógenos eucariotas, como Candida albicans, Trypanosoma brucei y Plasmodium falciparum. A pesar de la creciente sensibilidad y profundidad de la secuenciación actualmente disponible, todavía hay pocos estudios de ARN-Seq publicados sobre la respuesta de la célula huésped de un mamífero a la infección.